# Mirach (Automarke)
Mirach ist eine britische Automarke.

## Markengeschichte
Chris Field, der zuvor als Designer bei Vauxhall Motors tätig war, gründete 1988 das Unternehmen Leopard Cars in Totnes in der Grafschaft Devon. Er begann mit der Produktion von Automobilen und Kits. Der Markenname lautete Mirach. 1994 endete die Produktion zunächst, nachdem zehn Fahrzeuge fertiggestellt waren. Eine andere Quelle nennt das Unternehmen Mirach Sportscars und den Bauzeitraum 1989 bis 1991.
Clive Robinson Cars aus dem gleichen Ort unter Leitung von Clive Robinson setzte die Produktion von 1996 bis 1997 fort. Eine andere Quelle gibt an, dass South West Engineering unter Leitung von Jon Fallows einer der Zulieferer des ersten Unternehmens war. Fallows stellte ein Konsortium zusammen, zu dem auch Clive Robinson gehörte. Robinson übernahm 1991 das Projekt und produzierte bis ins Jahr 2000.
Rob Hancock von RJH Panels & Sportscars aus Wrangaton in Devon setzte die Produktion von 2000 bis 2007 fort. Hancock kündigte 2011 an, dass Phoenix Automotive Developments aus South Brent in Devon die Produktion eines Modells fortsetzen wird. Insgesamt entstanden bisher etwa 28 Exemplare.

## Fahrzeuge
Das erste und bestverkaufte Modell ist der Roadster. Die Basis bildet ein spezielles Spaceframe-Fahrgestell aus Rohren. Darauf wird eine offene türlose Karosserie montiert, die aus Fiberglas und Karbonfiber besteht. Die zweisitzige Karosserie wird als eine größere, aerodynamisch günstiger gestaltete moderne Version des Lotus Seven bezeichnet. Anfangs trieb ein auf 4000 cm³ Hubraum vergrößerter V8-Motor von Rover mit 250 PS Leistung die Fahrzeuge an. Der Neupreis betrug als Komplettfahrzeug 52.000 Pfund. Robinson überarbeitete das Fahrgestell und setzte einen Motor vom Ford Sierra ein. Insgesamt entstanden bisher etwa 21 Exemplare.
Der ECU, später von Hancock SC genannt, basierte auf einem Entwurf von Chris Field für May Corp von 1991. Dies war ein Zweisitzer, der als Roadster und Targa genutzt werden konnte. Verschiedene Vier- und Sechszylindermotoren waren in Mittelmotorbauweise hinter den Sitzen montiert und trieben die Hinterachse an. Die Produktion durch Leopard Cars/Mirach Sportscars und Clive Robinson Cars/South West Engineering ist unklar. RJH Panels & Sportscars bot das Fahrzeug zwischen 2000 und 2007 an und verkaufte etwa drei Exemplare.
Der EMVII (Eigenschreibweise eMVii) ähnelte dem Lotus Seven. Verschiedene Zwei-, Drei- und Vierzylindermotoren von Motorrädern trieben die Fahrzeuge an. Einige Teile kamen vom Ford Sierra. Das Gewicht war mit 500 kg angegeben. RJH fertigte zwischen 2006 und 2007 etwa vier Exemplare.